# Clémence Ollivier
Pour les articles homonymes, voir Ollivier.
Pas d'image ? Cliquez ici

a Compétitions nationales et continentales officielles uniquement.

b Matchs officiels uniquement.
Dernière mise à jour le 19 janvier 2024.
Clémence Ollivier est une joueuse internationale française de rugby à XV née le 20 juillet 1984, de 1,65 m pour 70 kg, talonneur au club du Stade rennais rugby.

## Biographie
Clémence Ollivier joue toute sa carrière en club avec le Stade rennais, jusqu'à l'arrêt de sa carrière de joueuse en 2012,.
Elle obtient sa première sélection en équipe de France le 31 août 2006 contre l'Irlande. Elle dispute deux éditions de la Coupe du monde féminine, en 2006 et 2010,.